# Luciano Tessari
Luciano Tessari (ur. 29 września 1928 w San Martino Buon Albergo) – piłkarz włoski grający na pozycji bramkarza.

## Życiorys
Tessari pochodził z małego miasteczka San Martino Buon Albergo, leżącego w prowincji Werona. Piłkarską karierę rozpoczął w zespole Hellas Verona i w 1948 roku zadebiutował w jego barwach w Serie B. W sezonie 1949/1950 był podstawowym bramkarzem zespołu, a latem przeniósł się do pierwszoligowej Romy. W Serie A zadebiutował 10 września 1950 roku w przegranym 1:2 wyjazdowym meczu z Bologną. W Romie miał pewne miejsce w składzie, jednak rzymski klub zajął na koniec sezonu dopiero przedostatnią 19. pozycję i spadł do drugiej ligi. Na sezon 1951/1952 Tessari trafił do Fiorentiny, gdzie jednak rozegrał tylko 2 spotkania i po roku powrócił na Stadio Olimpico. Przegrał jednak rywalizację z Luigim Albanim i na sezon 1953/1954 trafił do US Palermo. Następnie przez rok nie grał w piłkę, a do uprawiania sportu wrócił w 1955 roku i znów występował w Romie, będąc rezerwowym. Karierę sportową zakończył w 1958 roku w wieku 30 lat.
| Sezon   | Klub          | Kraj   | Rozgrywki | Mecze | Bramki |
| ------- | ------------- | ------ | --------- | ----- | ------ |
| 1948/49 | Hellas Verona | Włochy | Serie B   | 1     | 0      |
| 1949/50 | Hellas Verona | Włochy | Serie B   | 26    | 0      |
| 1950/51 | AS Roma       | Włochy | Serie A   | 23    | 0      |
| 1951/52 | AC Fiorentina | Włochy | Serie A   | 2     | 0      |
| 1952/53 | AS Roma       | Włochy | Serie A   | 12    | 0      |
| 1953/54 | US Palermo    | Włochy | Serie A   | 22    | 0      |
| 1955/56 | AS Roma       | Włochy | Serie A   | 6     | 0      |
| 1956/57 | AS Roma       | Włochy | Serie A   | 18    | 0      |
| 1957/58 | AS Roma       | Włochy | Serie A   | 0     | 0      |

## Kariera trenerska
W sezonie 1970/1971 Tessari krótko był szkoleniowcem Romy. Zastąpił Helenio Herrerę, ale niedługo potem został zmieniony przez tego samego trenera.